# Tsitsi Tiripano
Poliyanna Mangwiro (1967-2001), plus connue sous le nom Tsitsi Tiripano, est une militante lesbienne zimbabwéenne.

## Biographie
À 15 ans, Tsiti Tiripano est mariée de force à un homme de 55 ans. Plusieurs années plus tard, elle quitte son mari et ses deux enfants, pour aller vivre avec sa compagne à Harare,. Elle retourne vivre à Maron Denna deux ans plus tard afin de revoir ses fils de 16 et 18 ans, que son ancien mari la laisse voir à la condition qu'elle ne leur parle pas d'homosexualité.
Elle décède en 2001,,.

## Militantisme et rapport au lesbianisme
En 1988, elle déclare être en relation avec une femme à une de ses amies drag queen. Quand celle-ci lui apprend le terme « lesbienne », Tiripano répond « tu veux dire qu'il y a des femmes qui m'aiment ? ».
Elle prend le nom de « Tsitsi Tiripano », « Tsitsi » pour « compassion », « Tiripano » pour « nous sommes là », manière d'exprimer que la communauté gay et lesbienne mérite de la compassion car elle est là,.
Elle est la première femme noire à rejoindre GALZ, un groupe gay et lesbien zimbabwéen, en 1993, au sein duquel elle dénonce les violences homophobes du Zimbabwe,,. Alors qu'elle tient un stand avec GALZ lors d'un salon du livre, elle est attaquée par une bande d'étudiants et les livres sont brûlés. Le retentissement médiatique de cette attaque, couverte par la presse qui décide de publier sa photo, en fait la première lesbienne out du Zimbabwe,. En rentrant chez elle à Maron Denna, elle est reçue par les villageois qui chantent des slogans homophobes. Lorsqu’elle se tourne vers un gouverneur local pour obtenir de l'aide, celui-ci refuse de l'aider, arguant que l'homophobie est une politique officielle approuvée par le président Mugabe.
Avec Akin Birdal (en), Mehrangiz Kar et Leopoldo Zessig, elle est reconnue comme défenseuse des droits humains de l'année par Amnesty International en 2000. À la suite de ce prix, elle participe à une tournée en Amérique du Nord et en Europe afin de sensibiliser sur la situation des personnes gays et lesbiennes dans son pays.